# Château de Berbiguières
Le château de Berbiguières est un château français implanté sur la commune de Berbiguières, dans le département de la Dordogne, en région Nouvelle-Aquitaine.
Le château fait l'objet d'une protection au titre des monuments historiques.

## Localisation
Dans le Périgord noir, au sud-est du département de la Dordogne, le château de Berbiguières est situé dans le village de Berbiguières.

## Historique
Le château de Berbiguières apparaît dans les textes dans la seconde moitié du XIIIe siècle. Il est alors la possession de la famille de Castelnau et il est lié avec le château de Castelnaud.
En 1273, le château appartient aux fils et aux neveux d'Aymeric de Castelnau qui avait juré hommage à Louis IX en 1240.
En 1365, Magne de Castelnau s'est mariée avec Nompar de Caumont et lui apporte les deux castra périgoudins. La châtellenie de Berbiguières comprend les paroisses d'Allas, Berbiguières, Cladeck, Carves, Saint-Germain et Marnac.
Le château a été inscrit au titre des monuments historiques le 6 décembre 1948.